# Elimination Chamber 2023
Elimination Chamber 2023 è stata la tredicesima edizione dell'omonimo pay-per-view di wrestling prodotto dalla WWE. L'evento si è svolto il 18 febbraio 2023 al Bell Centre di Montréal in Canada ed è stato trasmesso in diretta su Peacock negli Stati Uniti e sul WWE Network nel resto del mondo.

## Storyline
Alla Royal Rumble, Roman Reigns, dopo aver difeso con successo l'Undisputed WWE Universal Championship contro Kevin Owens, attuò un brutale pestaggio ai danni di quest'ultimo insieme ai membri della Bloodline, intimando poi anche Sami Zayn a colpire il suo ex amico Owens per dimostrare ancora una volta la lealtà che aveva nei suoi confronti. Dopo attimi di esitazioni, Zayn colpì tuttavia Reigns alle spalle con una sedia, effettuando contestualmente un turn face tra lo stupore generale, e ciò portò Jimmy Uso e Solo Sikoa ad attaccarlo brutalmente per difendere il loro leader, mentre Jey Uso lasciò scosso il ring poiché aveva stretto un forte legame d'amicizia con Zayn stesso. Dopo che Zayn attaccò nuovamente a sorpresa Reigns durante la puntata di SmackDown del 3 febbraio, fu sancito un match tra i due con in palio l'Undisputed WWE Universal Championship per Elimination Chamber.
Nella puntata di Raw del 30 gennaio venne annunciato che Austin Theory avrebbe difeso lo United States Championship in un elimination chamber match all'omonimo evento. La sera stessa, Seth Rollins, Johnny Gargano e Bronson Reed si qualificarono per l'incontro dopo aver rispettivamente sconfitto Chad Gable, Baron Corbin e Dolph Ziggler. La settimana successiva, Damian Priest e Montez Ford furono gli ultimi due partecipanti a qualificarsi dopo che superarono rispettivamente Angelo Dawkins e Elias.
Nella puntata di Raw del 30 gennaio, l'official Adam Pearce sancì un elimination chamber match per l'omonimo evento per determinare la sfidante al Raw Women's Championship di Bianca Belair a WrestleMania 39, nominando poi Asuka, Nikki Cross, Liv Morgan e Raquel Rodriguez come prime partecipanti all'incontro poiché furono le quattro finaliste del women's royal rumble match. Nella puntata di SmackDown del 3 febbraio, si qualificò Natalya dopo aver vinto un fatal 4-way match che comprendeva anche Shayna Baszler, Shotzi e Zelina Vega. Nella puntata di Raw del 6 febbraio, la rientrante Carmella fu l'ultima a qualificarsi, trionfando in un altro fatal 4-way match a discapito di Candice LeRae, Michin e Piper Niven.
A Extreme Rules, Finn Bálor sconfisse Edge in un "I quit match" dopo che Rhea Ripley, alleata di Bálor nel Judgment Day, attaccò brutalmente con due sedie la moglie di Edge, Beth Phoenix, costringendo quest'ultimo ad arrendersi. Alla Royal Rumble, Edge tornò a sorpresa durante l'omonimo match, eliminando Bálor e Damian Priest dalla contesa, con questi ultimi che però a loro volta lo eliminarono per vendicarsi. Ciò portò ad una rissa tra i tre sullo stage, alla quale si aggiunsero anche Ripley e Phoenix, con questa che colpì la prima con una spear. Nella puntata di Raw del 6 febbraio, Edge e Phoenix sfidarono dunque Bálor e Ripley ad un mixed tag team match per Elimination Chamber, con questi che accettarono.
Nella puntata di Raw del 23 gennaio, Bobby Lashley perse un no disqualification match valevole per lo United States Championship di Austin Theory a causa dell'interferenza del rientrante Brock Lesnar, che attaccò Lashley e gli costò la vittoria, riesumando così la loro faida. Dopo che Lashley eliminò Lesnar durante il royal rumble match dell'omonimo evento, Lesnar sfidò poi appunto Lashley ad un incontro per Elimination Chamber, che poco dopo fu reso ufficiale.

## Risultati
| # | Match                                                                                                  | Stipulazioni                                                                          | Durata |
| - | --- | ------------------------------------------------------------------------------------- | ------ |
| 1 | Asuka ha sconfitto Carmella, Liv Morgan, Natalya, Nikki Cross e Raquel Rodriguez                       | Elimination chamber match per determinare la sfidante al WWE Raw Women's Championship | 19:30  |
| 2 | Bobby Lashley ha sconfitto Brock Lesnar per squalifica                                                 | Single match                                                                          | 4:45   |
| 3 | Edge e Beth Phoenix hanno sconfitto Finn Bálor e Rhea Ripley (con Dominik Mysterio)                    | Mixed tag team match                                                                  | 13:50  |
| 4 | Austin Theory (c) ha sconfitto Bronson Reed, Damian Priest, Johnny Gargano, Montez Ford e Seth Rollins | Elimination chamber match per il WWE United States Championship                       | 31:30  |
| 5 | Roman Reigns (c) (con Paul Heyman) ha sconfitto Sami Zayn                                              | Single match per l'Undisputed WWE Universal Championship                              | 32:20  |

### Women's Elimination Chamber
| N° eliminazione | Wrestler         | N° ingresso | Eliminato da     | Tempo |
| --------------- | ---------------- | ----------- | ---------------- | ----- |
| 1ª              | Nikki Cross      | 4ª          | Raquel Rodriguez | 11:40 |
| 2ª              | Liv Morgan       | 2ª          | Asuka e Natalya  | 16:40 |
| 3ª              | Natalya          | 1ª          | Carmella         | 17:25 |
| 4ª              | Raquel Rodriguez | 3ª          | Asuka e Carmella | 19:30 |
| 5ª              | Carmella         | 5ª          | Asuka            | 19:30 |
| Vincitrice      | Asuka            | 6ª          | —                | 19:30 |

### Men's Elimination Chamber
| N° eliminazione | Wrestler          | N° ingresso | Eliminato da  | Tempo |
| --------------- | ----------------- | ----------- | ------------- | ----- |
| 1°              | Bronson Reed      | 5°          | Montez Ford   | 18:00 |
| 2°              | Johnny Gargano    | 1°          | Damian Priest | 23:05 |
| 3°              | Damian Priest     | 4°          | Montez Ford   | 25:00 |
| 4°              | Montez Ford       | 6°          | Austin Theory | 27:45 |
| 5°              | Seth Rollins      | 2°          | Austin Theory | 31:30 |
| Vincitore       | Austin Theory (c) | 3°          | —             | 31:30 |